# Edward C. T. Chao
Edward Ching-Te Chao (* 30. November 1919 in Suzhou, China; † 3. Februar 2008 in Fairfax, Virginia, USA) war ein amerikanisch-chinesischer Petrologe und Impaktforscher, der besonders die Folgen von Meteoriteneinschlägen auf der Erdkruste untersuchte. Bekannt ist er für die Entdeckung von zwei natürlichen Hochdruckmodifikationen von Quarz, Coesit und Stishovit.

## Leben
In China geboren, kam Chao 1945 in die Vereinigten Staaten, wo er amerikanischen Truppen Chinesischunterricht erteilte. Danach besuchte er die University of Chicago und erhielt im Jahre 1948 einen Doktortitel in Geologie. Von 1949 bis zu seinem Ruhestand, 1994, arbeitete er für den United States Geological Survey (USGS).

## Wissenschaftliche Arbeiten
Im Laufe seiner wissenschaftlichen Karriere arbeitete Chao an einer Vielzahl von Themen. Im Jahre 1960 fand er in einer Sandsteinprobe, aus der Nähe des Meteor Crater in Arizona, ein ungewöhnliches Mineral mit hohem Brechungsindex. Er konnte eine Hochdruckmodifikationen von Quarz isolieren. Chao nannte das neue Mineral Coesit zu Ehren des Wissenschaftlers Loring Coes Jr., der die gleiche Modifikation, sieben Jahre zuvor, im Labor synthetisiert hatte. Einige Jahre später fand Chao eine zweite Hochdruckmodifikationen von Quarz in diesen Gesteinen. Auch diese war zuvor in Laborstudien synthetisiert worden, ein Vorkommen in der Natur war aber nicht bekannt. Er nannte dieses Mineral Stishovit zu Ehren des russischen Physikers Sergei Michailowitsch Stischow, der es als erster synthetisiert hatte. Coesit und Stishovit wurde bekannt als Kennzeichen für die Auswirkungen von Impakt-Ereignissen. Diese sind im Wesentlichen die einzigen natürlichen Prozesse, die so hohe Drücke erzeugen, dass aus gewöhnlichem Quarz diese beiden dichten Mineralien entstehen können. Chao und Eugene Shoemaker fanden sie auch in Gesteinen des Nördlinger Ries und erbrachten so den Nachweis für die Entstehung des Ries durch einen Impakt.
Chao hat viele bahnbrechende Erkenntnisse über die Entstehung von Tektite gemacht. So entdeckte er Beweise für einen Durchgang der Tektite durch die Erdatmosphäre.
Chao war auch mit Analysen am Mondgestein der Apollomissionen beschäftigt.

## Publikationen
- Buch: „Aufschlüsse im Ries-Meteoriten-Krater“ Beschreibung, Fotodokumentation und Interpretation Von Edward C.T. Chao, Rudolf Hüttner, Hemann Schmidt-Kaler
- Comparative water-quality assessment of the Hai He River basin in the People's Republic of China and three similar basins in the United States U.S. Geological Survey Professional Paper No. 1647 (2001)
- Comparison of the Cretaceous-Tertiary boundary impact events and the 0.77-Ma Australasian tektite event; relevance to mass extinction U.S. Geological Survey Bulletin No. 2050 (1993)
- Allocation of subsamples of Apollo 17 lunar rocks from the boulder at station 7, for study by the International Consortium U.S. Geological Survey Open-File Report No. 78-511 (1978)
- Merumite; a complex assemblage of chromium minerals from Guyana U.S. Geological Survey Professional Paper No. 887 (1976)

## Ehrungen
Chao erhielt den Wetherill Medaille des Franklin-Instituts und im Jahr 1992, die Barringer-Medaille der Meteoritical Society für seine Arbeit zu Auswirkungen von Impakten auf die Geologie. Ein Asteroid, (3906) Chao, ist nach ihm benannt. Das Mineral Chaoit, das aus Kohlenstoff entstand und im Ries-Krater entdeckt wurde, ist ebenfalls nach ihm benannt.